# Felice anno nuovo
Felice anno nuovo (Happy New Year) è un film del 2014 diretto da Farah Khan.
Il film mescola elementi di vari generi, principalmente azione e commedia romantica, con molti numeri musicali e una forte componente comica basata soprattutto su manierismi dei personaggi, su giochi di parole e su riferimenti ironici o parodistici a film molto famosi (tra cui Om Shanti Om della stessa Farah Khan e Flashdance) e a tropi cinematografici comuni.

## Trama
Chandramohan “Charlie” Manohar Sharma ha un piano per vendicare l’ingiustizia subita dal padre 8 anni prima da parte del ricco mercante di diamanti Charlie Grover.
Questi aveva incaricato Sharma padre, fabbricante di cassaforti di fama mondiale, di costruire la cassaforte perfetta, chiamata Shalimar, dopodiché con un inganno aveva inscenato un furto, aveva intascato sia i diamanti che il premio dell’assicurazione e incastrato Sharma, mandandolo ingiustamente in prigione.
Quando con grande risonanza mediatica Grover sponsorizza il Campionato mondiale di danza (WDC) nel prestigioso hotel Atlantis di Dubai e annuncia che durante l’evento saranno custoditi lì diamanti per 20 milioni di dollari proprio dentro la Shalimar, Charlie decide che è arrivato il momento che aspettava, e pianifica di rubare le pietre. 
Ingaggia per il colpo compagni scelti con cura: l’amico fraterno Jagmohan “Jag” Prakash, irascibile artificiere ritirato dall’esercito a causa della sordità; Tehmton “Tammy” Irani, ex braccio destro del padre ormai imbolsito, ma che essendosi occupato del collaudo della Shalimar è l’unico al mondo in grado di scassinarne la componente meccanica; Rohan Singh, nipote adolescente di Jag e talentoso hacker; infine Nandu Bhide, perdigiorno con problemi di alcol nonché sosia quasi perfetto del figlio di Grover, Vikki.
Radunata l’improbabile banda Charlie rivela per ultima la parte più critica del piano: nella data del colpo l’hotel è strettamente riservato per il WDC, pertanto l’unico modo di alloggiarvi è farsi eleggere squadra rappresentante dell’India al prestigioso campionato mondiale di danza, nonostante nessuno dei cinque sappia ballare. 
Dopo alcuni tragicomici tentativi fallimentari di apprendere le basi del ballo, il gruppo ingaggia Mohini, splendida ballerina di un locale notturno che sta cercando di guadagnare i soldi necessari a realizzare il suo sogno di aprire una scuola di ballo per bambini (Lovely). 
Tra Charlie e Mohini scatta subito una forte attrazione reciproca (tanto da provocare ad ogni minimo contatto fisico piccoli incendi che agli altri membri della banda tocca spegnere!), ma lui continua a sostenere davanti ai compagni di vederla solo come una volgare squillo, ferendo più volte i suoi sentimenti (Manwa Laage) e la tiene all’oscuro del vero scopo della loro partecipazione al WDC.
La banda dei sei aspiranti ladri diventa così il Team Diamonds (o “Dimonds”, come recita il logo sui costumi autoprodotti di dubbio gusto) e nonostante le loro esibizioni lascino a desiderare (Dance like a chammiya), riescono a vincer le selezioni e farsi eleggere Team India per il WDC ricattando i due giudici sulla base della loro relazione extraconiugale e hackerando il sistema del televoto.
Al suo arrivo a Dubai la sgangherata delegazione indiana viene accolta con fischi e lanci di uova.
Mentre Mohini non fa mistero dei propri sentimenti per Charlie, questi mantiene una facciata fredda e distaccata, con un breve cedimento solo nel momento in cui durante una festa vede Mohini ballare con Vikki Grover, da lei scambiato ripetutamente per l'amico Nandu. 
Il piano prevede di rubare i diamanti durante la serata della semifinale, nella quale la banda si aspetta ovviamente di essere eliminata dalla gara in seguito alla sfida diretta con i campioni uscenti coreani.
La loro esibizione è infatti misera al confronto (Nonsense ki night), ma quando Charlie interrompe la propria danza per salvare da una pericolosa caduta un giovanissimo membro della squadra avversaria durante un’acrobazia troppo ardita, il pubblico per la prima volta li sostiene. 
Subito dopo l’esibizione parte il piano per violare la Shalimar, ma il gruppo scopre che per un intoppo alla dogana i diamanti non sono ancora arrivati all’hotel, bensì vi giungeranno solo per il giorno della finale.
Quando però il Team India è già in lacrime per il fallimento, i giudici decidono di ammetterli alla finale per premiare il coraggio e lo spirito sportivo dimostrati da Charlie soccorrendo il ragazzino coreano a discapito della propria esibizione. 
La sera successiva Jag e Tammy tentano di convincere Charlie a rivelare a Mohini la verità riguardo al piano, ma lui afferma di non fidarsi di lei. Nel frattempo la ragazza ha però udito tutto, e sentita la storia del padre di Charlie decide di collaborare. Solo a questo punto Charlie rivela qualcosa di cui aveva tenuto tutti all’oscuro per timore di rovinare la loro motivazione: il padre non è detenuto, bensì si è tolto la vita anni fa in prigione.
Durante la sera della finale la banda mette in atto il piano per intero, riuscendo a rubare i diamanti.
Ad essere accusati del furto sono proprio i Grover, in base alle numerose prove video e testimonianze degli addetti alla sorveglianza che Vikki (in realtà Nandu) è entrato nella Shalimar poco prima. 
I cinque uomini della banda si ritrovano al molo per fuggire in barca come prevede il piano, ma Mohini li ha abbandonati, scegliendo di rimanere alla gara di ballo per mantenere il rispetto del pubblico mondiale per sé e per la sua patria. 
Dopo un momento di tensione all’interno della banda, Tammy, Rohan, Jag e Nandu la raggiungono in scena. Il pubblico chiede a gran voce di Charlie, che compare per ultimo sventolando una gigantesca bandiera dell’India (World dance medley).
Grover osservando la scena del crimine scopre alcuni elementi che lo portano a sospettare del Team India, ma vedendoli sul palco e non in fuga come si sarebbe aspettato è costretto a ritirare i propri sospetti.
L’India vince il WDC a furor di popolo (stavolta con un’esibizione effettivamente bella), e il Team vittorioso incrocia nell’atrio dell’hotel Grover tratto in arresto dalla polizia. Charlie si avvicina a Grover, gli rivela la propria identità e gli infila nel taschino una lametta come quella usata da suo padre per togliersi la vita in seguito alle calunnie subite, consapevole che Grover non ha alcuna prova contro di lui: la sorte si è rovesciata, la storia si è ripetuta a parti invertite.
L’ardito piano di Charlie per superare i controlli aeroportuali con i sei diamanti è di portarli in mano dentro un bicchiere di bibita colorata come se fossero cubetti di ghiaccio, ma la guardia lo getta nella spazzatura come previsto dal regolamento riguardante i liquidi in aereo (in vigore da poco all'epoca della realizzazione del film). 
Per fortuna, Charlie ha in realtà scambiato i veri diamanti con le copie che decorano il trofeo della gara. 
Tutti i membri della banda hanno il loro lieto fine. Mohini apre la sua scuola di ballo e durante l’inaugurazione Charlie le chiede di sposarlo con uno smisurato anello sormontato da uno dei diamanti. 
Mentre scorrono i titoli di coda, la scritta WDC da "World Dance Championship" (campionato del mondo di danza) diventa “Worst Dance Championship” (campionato della peggior danza). 

## Colonna sonora
Musiche di Vishal Dadlani.
1. Vishal Dadlani, KK, Shankar Mahadevan, Neeti Mohan – India Waale – 3:58
2. Arijit Singh, Shreya Ghoshal – Manwa Laage – 4:31
3. Sukhwinder Singh – Satakli – 3:43
4. Kanika Kapoor, Fateh Doe, Ravindra Upadhyay, Miraya Varma – Lovely – 3:41
5. Neeti Mohan, Vishal Dadlani, Sukhwinder Singh, K.K., Shankar Mahadevan, Shah Rukh Khan – World Dance Medley – 5:23
6. Mika Singh – Nonsense Ki Night – 3:03
7. Sunidhi Chauhan, Vishal Dadlani – Dance Like A Chammiya – 3:32
8. Manj Musik, Nindy Kaur, Vishal Dadlani, Shekhar Ravjiani – Sharabi – 4:21
9. Kanika Kapoor, Ravindra Upadhyay, Miraya Varma, Fateh Doe, Dr Zeus – Kamli – 3:43